# Ciele

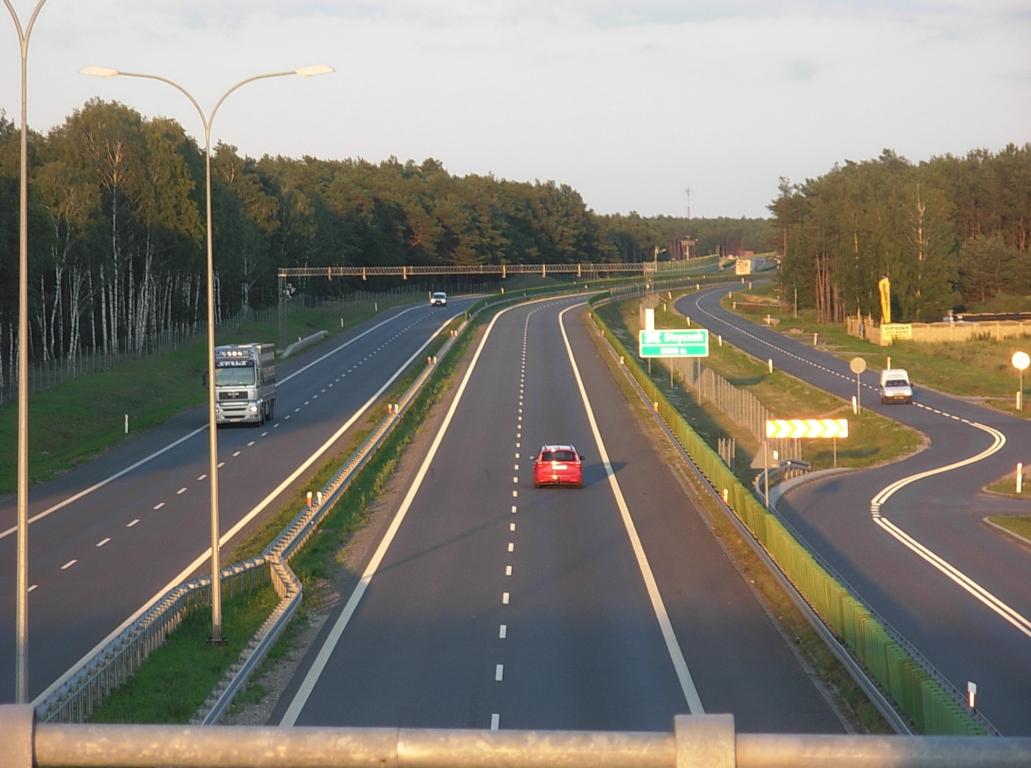
Droga ekspresowa S5/S10 w rejonie Ciela

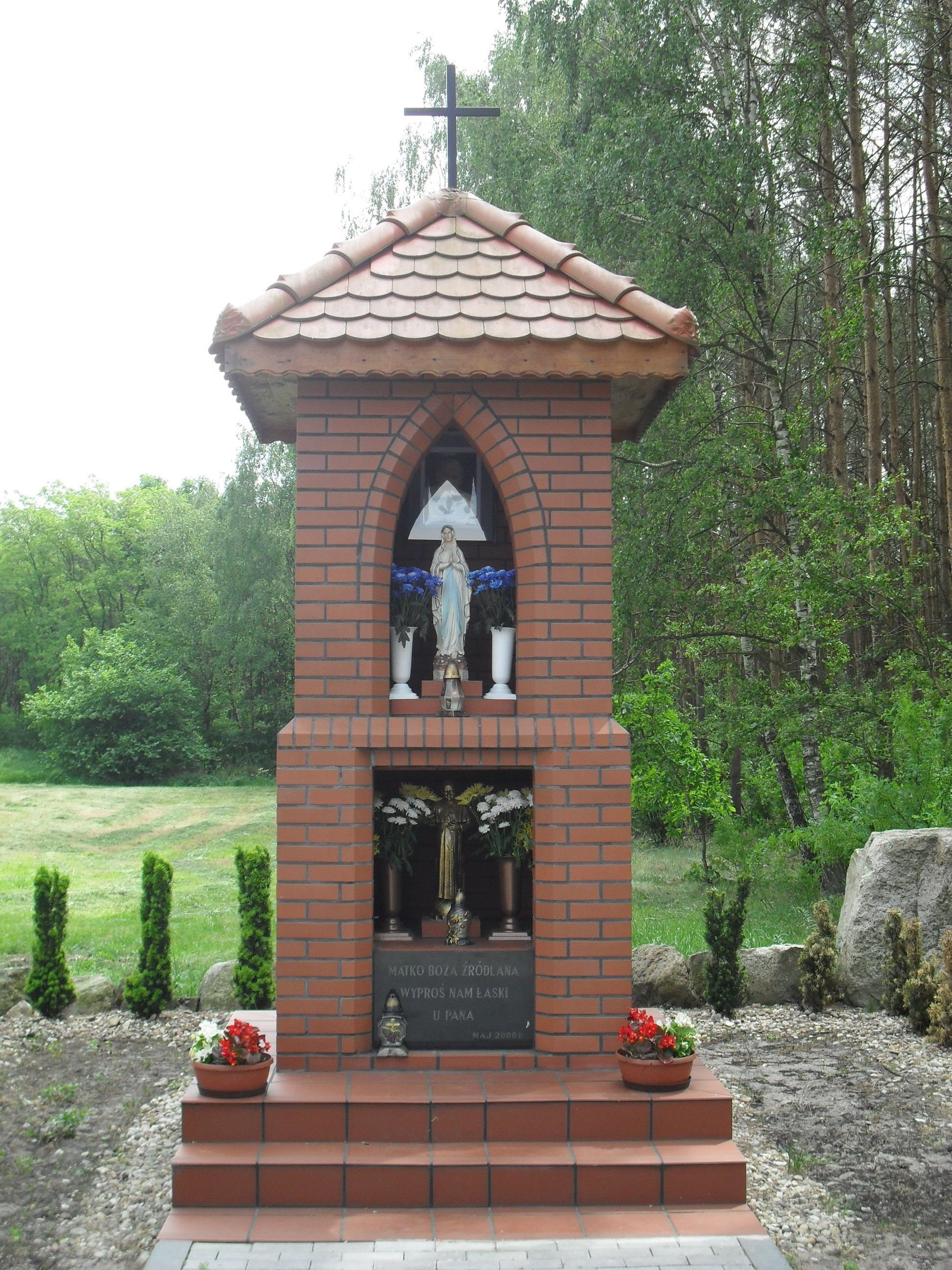
Kapliczka Matki Bożej Źródlanej

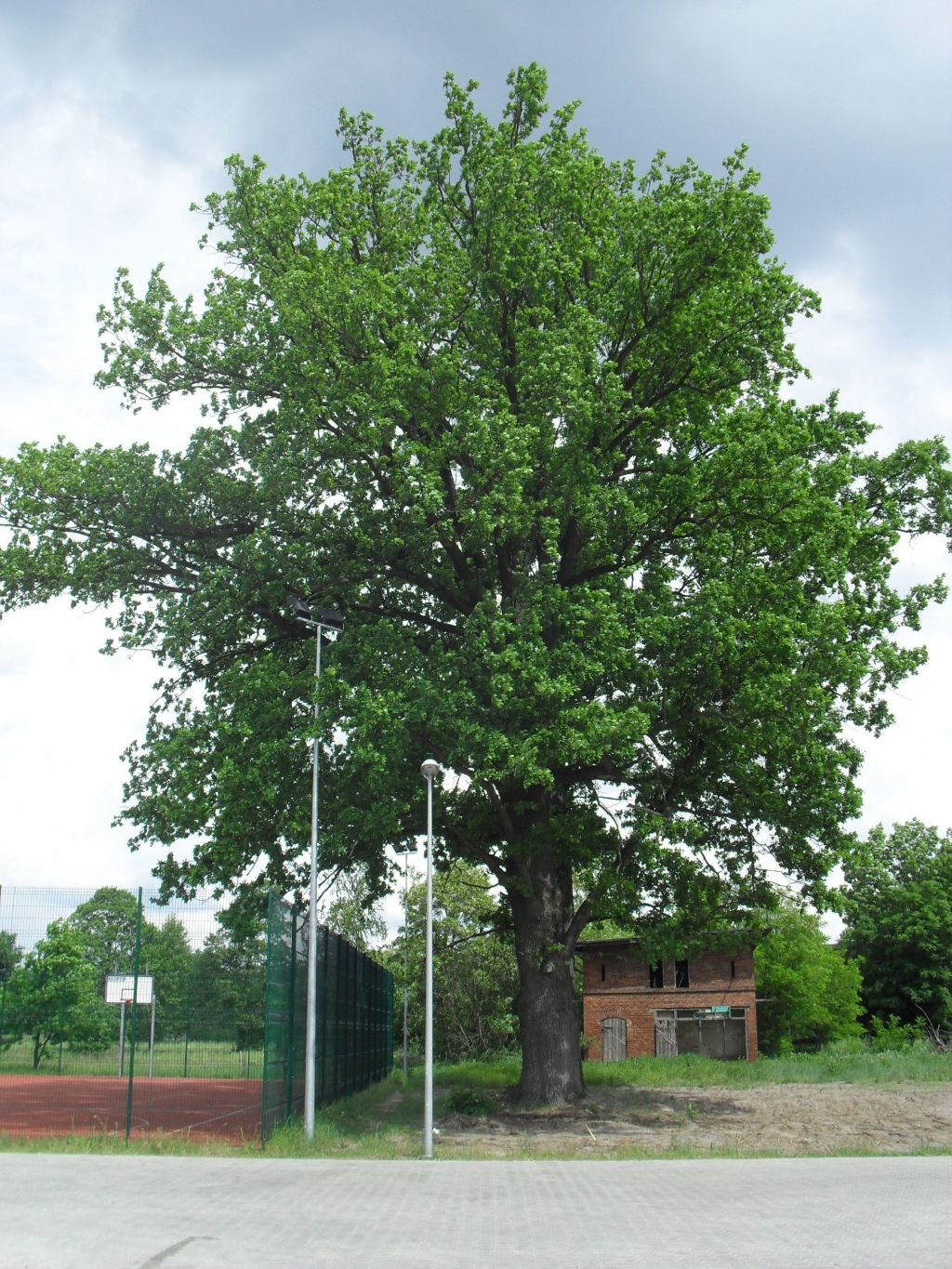
Dąb w parku wiejskim przy „Orliku”

Ciele – wieś w Polsce, położona w województwie kujawsko-pomorskim, w powiecie bydgoskim, w gminie Białe Błota. W latach 1950–1998 miejscowość administracyjnie należała do województwa bydgoskiego.

## Nazwa
W okresie staropolskim folwark na terenie wsi nazywano Cielę. Do 1743 roku stosowano również nazwę zamienną: Trzemeszynko lub Trzemeszynek.
Zobacz też: Cielechowizna, Cielemęc, Cieleszyn, Cieleśnica

## Położenie
Ciele znajduje się przy drodze ekspresowej S5/S10, będącej południową obwodnicą Bydgoszczy. Od zachodu i południa graniczy z sołectwem Kruszyn Krajeński, od wschodu z Prądkami i Zielonką, zaś od północy z Białymi Błotami oraz Puszczą Bydgoską.
Pod względem fizycznogeograficznym wieś leży w obrębie makroregionu Pradolina Toruńsko-Eberswaldzka, w mezoregionie Kotlina Toruńska i mikroregionie Równina Rynarzewska.

## Charakterystyka
Ciele to wieś sołecka, położona ok. 5 km na południe od siedziby gminy Białe Błota. Ma charakter wsi podmiejskiej o rozproszonej zabudowie. Charakteryzuje się rozwiniętymi funkcjami działalności rolniczej i pozarolniczej. Znajduje się w rejonie oddziaływania aglomeracji Bydgoszczy, co korzystnie wpływa na rozwój miejscowości. Dominujący sposób użytkowania to mieszkalnictwo oraz rozwój bazy handlowej (składowanie i hurt), przemysłu i rzemiosła. Stosunkowo dużą ofertę terenową posiada w miejscowości Agencja Własności Rolnej Skarbu Państwa.
W miejscowości znajduje się zabytkowy, neogotycki kościół, który jest siedzibą parafii Matki Boskiej Bolesnej. Miejscowość dysponuje również obiektami sportowymi (Orlik 2012) oraz przedsiębiorstwami (np. Bohamet). Działalność rolnicza posiada znaczenie drugorzędne. Na terenie Ciela funkcjonuje tylko 8 gospodarstw rolnych powyżej 1 ha. W Świetlicy Wiejskiej w Cielu działa Klub „Osiedlanki”.
Na terenie wsi zlokalizowany jest nieczynny cmentarz ewangelicki.

### Rekreacja
Zapleczem rekreacyjnym dla miejscowości jest Puszcza Bydgoska otaczająca miejscowość od północy. Niestety dostęp do lasu jest utrudniony od 2008 roku, po budowie drogi ekspresowej S10. Na południu znajdują się Bydgoskie Łąki Nadnoteckie, wśród których płynie Noteć i Kanał Górnonotecki. Tereny te częściowo objęte są ochroną w sieci Natura 2000 (Równina Szubińsko-Łabiszyńska).

### Ochrona przyrody
We wsi znajdują się pomniki przyrody:
- dąb szypułkowy o obwodzie 303 cm[8]
- dąb szypułkowy o obwodzie 347 cm rosnący w parku wiejskim[8]
- lipa drobnolistna o obwodzie 397 cm[9].

## Historia
Historia osadnictwa na terenie Ciela sięga kilku tysięcy lat p.n.e., gdy po ustąpieniu lodowca i ociepleniu klimatu możliwa stała się eksploracja tego terenu przez ludzi. Na terenie wsi odkryto znaleziska z epoki kamiennej.

### Okres staropolski
Dzieje Ciela wiążą się ściśle z historią miasta Bydgoszczy. W okresie istnienia I Rzeczypospolitej było osadą należącą do miasta, podobnie jak Biedaszkowo, Bocianowo, Białe Błota, Czajcze Błota, Miedzyń, Okole, Nowy Dwór, Szwederowo, Goryczkowo, Wilczak Wielki i Mały, Murowaniec, Rupienica, Wilcze, Koziłaszka oraz Wilcze Gardło.
Ciele jako wieś wspomniana jest po raz pierwszy w 1673 roku. Po wojnie północnej (1700-1721), która przyniosła ogromne zniszczenia i wyludnienie okolicy, Rada miasta Bydgoszczy, podobnie jak starostowie i wójtowie bydgoscy, podjęła starania w celu lokacji nowych osad, wsi i folwarków oraz osadzania na nich osadników tzw. olędrów. Miało to sprzyjać rozwojowi gospodarczemu, zagospodarowaniu nieużytków oraz wzrostowi dochodów z czynszów. 8 czerwca 1723 roku bydgoska Rada Miejska wydzierżawiła istniejący już wcześniej, lecz zniszczony folwark zwany Cielę lub Trzemeszynko trzem rodzinom: Elżbiecie i Krystianowi Leydgierom, Dorocie i Michałowi Breytkojom oraz Elżbiecie i Krystianowi Wegnerom. Folwark Ciele dzierżawili olędrzy, osadnicy pochodzący z Niderlandów lub Nadrenii. Otrzymywali oni ziemię tytułem najmu do uprawy i użytku gruntów zaniedbanych, płacąc za to czynsz pieniężny. Folwark ten obok Goryczkowa i Biedaszkowa zaliczał się do bogatszych, najwyżej oczynszowanych. W 1742 r. przynosił on 243 zł rocznego dochodu, co stanowiło ok. 13% dochodów miasta pochodzących z folwarków.
Około 1743 r. do Ciela miasto przyłączyło niewielki folwark Budy, który znajdował się między Wilczym Gardłem (również folwarkiem miejskim), a Cielem, podwyższając mieszkającym tam olędrom stawkę czynszu dzierżawnego. Poza tym zobowiązano ich do rozebrania starych zabudowań gospodarczych w Budach, a ziemię przeznaczyć wyłącznie na cele rolnicze. Tuż przed I rozbiorem Polski sytuacja ekonomiczna gburów z Ciela była ciężka. Z ksiąg ekonomicznych Bydgoszczy wynika, że np. w 1762 r. zalegali z opłatą czynszu.
We wsi mieszkali gospodarze dzierżawiący posiadłości oraz komornicy, którzy za mieszkanie i kawałek ziemi pracowali u właściciela. Według informacji z katastru fryderycjańskiego z 1773 roku w Cielu mieszkało 6 gospodarzy i 6 komorników. Wszyscy byli ewangelikami.
W 1766 r. powstała polska koncepcja budowy Kanału Bydgoskiego (autor Franciszek Florian Czaki), która przewidywała połączenie Noteci z Brdą przekopem w rejonie Ciela i Białych Błot. Kanał ostatecznie zbudowali Prusacy w 1774 r., a na południe od Ciela, wśród łąk nadnoteckich powstał kanał zasilający, dostarczający wodę z Noteci do najwyżej położonego odcinka Kanału (tzw. tredla).

### Okres zaborów
Ciele w XIX wieku to wieś czynszowa otoczona od północy i zachodu lasem, a od południa otwarta na rozległe łąki nadnoteckie. Gburzy posiadali gospodarstwa na zasadzie dzierżawy wieczystej i płacili miastu czynsz pieniężny. Czynszem objęte były domy, zabudowania gospodarcze, pola ogrody, łąki i wspólne pastwisko usytuowane między Cielem a Białymi Błotami. W latach 40. XIX wieku pastwisko to podzielono na odrębne działki, które przyłączono do poszczególnych gospodarstw, wytyczając im nowe granice. Do 1858 roku dokonano uwłaszczenia gospodarstw chłopskich.
We wsi najlepiej rozwijał się chów owiec, w mniejszym stopniu krów, świń, wołów i koni. W II połowie XIX w. hodowla owiec poważnie zmalała kosztem zwiększenia pogłowia trzody chlewnej i bydła. Jako siłę pociągową wykorzystywano woły, w mniejszym stopniu konie.
Spis miejscowości rejencji bydgoskiej z 1833 r. podaje, że we wsi mieszkało 110 osób (106 ewangelików, 4 katolików) w 14 domach. Według opisu Jana Nepomucena Bobrowicza z 1846 r. wieś Ciele należała do majątku Białebłoto należącego do miasta Bydgoszczy. Kolejny spis z 1860 r. podaje 232 mieszkańców wsi (229 ewangelików, 3 katolików), którzy mieszkali w 40 domach. Na miejscu znajdowała się szkoła elementarna. Miejscowość należała do parafii katolickiej i ewangelickiej w Bydgoszczy.
Słownik geograficzny Królestwa Polskiego dla roku 1884 podaje, że miejscowości Ciele mieszkało 280 osób (276 ewangelików, 4 katolików) w 42 domostwach.
W latach 1878–1882 zbudowano żeglowny Kanał Górnonotecki łączący jezioro Gopło z Kanałem Bydgoskim. Na Bydgoskich Łąkach Nadnoteckich, położonych na południe od Ciela powstał również system rowów i kanałów melioracyjnych. W 1893 r. przy pomocy Pruskiej Komisji Kolonizacyjnej w miejscowości wzniesiono kościół ewangelicki, służący miejscowej gminie wyznaniowej obejmującej kilkanaście okolicznych wsi.
Spis z 1910 r. wykazał, że w Cielu było 48 budynków i 279 mieszkańców, niemal wszyscy posługujący się językiem niemieckim.
W lutym 1919 roku w okresie powstania wielkopolskiego nieopodal wsi, w pobliżu Rynarzewa toczyły się zacięte walki powstańców z oddziałem Grenzschutzu oraz oddziałami niemieckimi z garnizonu bydgoskiego.

### Dwudziestolecie międzywojenne
20 stycznia 1920 roku wieś weszła w skład odrodzonej Rzeczypospolitej. W ramach powiatu bydgoskiego powołano gminę Bydgoszcz Nadleśnictwo zwaną również Bydgoszcz-Wieś, złożoną z 12 gromad wiejskich, m.in. gromady Ciele. Według spisu z 1921 r. we wsi tej znajdowały się 54 budynki, w których mieszkało 235 osób.
W latach 20. z miejscowości wyjechało wielu Niemców, a na ich miejsce napływali Polacy. Zmieniał się więc skład narodowościowy, jednakże aż do 1945 r. Ciele, podobnie jak Łochowo charakteryzowała się stosunkowo dużym odsetkiem ludności niemieckiej, gdyż znajdowały się tu kościoły i szkoły ewangelickie, zaś ludność niemiecka miała przewagę nad Polakami pod względem ilościowym i majątkowym. Dodatkowo do szkoły ewangelickiej w Cielu skierowano część dzieci niemieckich z Białych Błot.
W 1938 r. powierzchnia wsi Ciele liczyła 591 ha. Mieszkało tu 70 Polaków i 155 Niemców. Udział procentowy ludności niemieckiej (69%), przekraczał znacznie średnią dla powiatu bydgoskiego wynoszącą około 22%. W przededniu wybuchu II wojny światowej wzrósł rewizjonizm mniejszości niemieckiej, na którą silnie oddziaływała propaganda nazistowska.

### Okupacja niemiecka
W przededniu II wojny światowej w Puszczy Bydgoskiej między Cielem a Białymi Błotami stacjonował sztab 15 Dywizji Piechoty (dowódca gen. bryg. Zdzisław Wincenty Przyjałkowski) oraz formacje 16 Pułku Ułanów Wielkopolskich im. gen. Orlicz-Dreszera.
3 i 4 września 1939 r. w trakcie wycofywania się wojsk polskich doszło w okolicy (Łochowo, Murowaniec, Prądki) do dywersji niemieckiej i ostrzeliwania żołnierzy. Zajęcie miejscowości przez wojska hitlerowskie i grupy specjalne, składające się z szowinistów niemieckich, zapoczątkowało represje miejscowej ludności polskiej. Jeszcze we wrześniu 1939 r. aresztowano i rozstrzelano dwóch mieszkańców Ciela.
W okresie okupacji niemieckiej 1939–1945 miejscowość wchodziła w skład rejencji bydgoskiej, powiatu bydgoskiego (niem. Landkreis Bromberg), obwodu urzędowego Bydgoszcz-Wieś (niem. Amtsbezirk Bromberg-Land), który składał się z 15 gmin: Białe Błota, Brzoza, Ciele Jachcice, Kruszyn, Lisi Ogon, Łochowice, Łochowo, Murowaniec, Opławiec, Osowa Góra, Prądki, Prądy, Przyłęki i Zielonka.
31 października 1943 roku gmina wiejska Ciele (niem. Schellen) liczyła 592 ha. Mieszkało tu 195 osób w 54 domach.

### Po II wojnie światowej
Tuż po wyzwoleniu zaczęto już w styczniu 1945 r. organizować władze administracyjne. Na terenie powiatu bydgoskiego utworzono 10 urzędów gminnych, w tym gminę Bydgoszcz-Wieś, docelowo z siedzibą w Białych Błotach. Do gminy tej należało 14 gromad (sołectw): Białe Błota, Brzoza, Ciele, Kruszyn Krajeński, Lisi Ogon, Łochowice, Łochowo, Murowaniec, Opławiec, Osowa Góra, Prądki, Prądy, Przyłęki i Zielonka.
Niemcy byli internowani i zatrudniani w polskich gospodarstwach rolnych. Gospodarstwa poniemieckie zajęli Polacy, którzy przybyli m.in. z kresów wschodnich. W miejscowości uruchomiono jednoklasową szkołę.
Podczas reformy samorządowej w 1954 r. zamiast gmin utworzono duże gromady. Powstała wtedy gromada Białebłota, w której skład wchodziła również wieś Ciele.
Okres powojenny był pomyślny dla rozwoju miejscowości. Ludność wsi w okresie 1970-1997 wzrosła z 384 do 723 osób. W latach 60. zbudowano drogową obwodnicę Bydgoszczy, która przechodziła przez północne obrzeża wsi na skraju Puszczy Bydgoskiej.
W latach 90. XX w. rozpoczął się gwałtowny proces suburbanizacji okolic Bydgoszczy, których Ciele były jednym z beneficjentów. W ciągu 20-lecia po 1990 r. liczba mieszkańców miejscowości znacznie wzrosła, przekraczając tysiąc osób. Atrakcyjności osiedleńczej sprzyjały: bliskość komunikacyjna z Bydgoszczą, atrakcyjne przyrodniczo otoczenie oraz niższe ceny działek budowlanych.
W 2008 r. w sąsiedztwie wsi oddano do użytku drogę ekspresową S5 i S10.

## Zabytki
Według rejestru zabytków NID na listę zabytków wpisany jest zespół kościoła ewangelickiego, nr rej.: A/1280/1-4 z 25.04.2007:
- kościół, obecnie rzymskokatolicki parafialny pw. MB Bolesnej, 1892-93
- pastorówka, obecnie plebania, 1880-82
- 2 budynki gospodarcze przy plebanii, 1880-82.

## Infrastruktura

### Obiekty sakralne
- Kościół Matki Boskiej Bolesnej w Cielu
- cmentarz komunalny
- nieczynny cmentarz ewangelicki

### Gospodarka
- Bohamet S.A. – 3 zakłady (główny, armatura, produkcja szkła)

### Sport
- boisko Orlik 2012

## Wspólnoty wyznaniowe
Katolicy na terenie miejscowości do 1920 r. należeli do bydgoskiej parafii farnej, a w latach 1920–1946 do parafii Trójcy Świętej w Bydgoszczy. W 1867 r. utworzono gminę ewangelicką w Cielu, która objęła wsie: Ciele, Białe Błota, Kruszyn, Lipniki, Murowaniec, Prądki i Zielonka. W latach 1880–1881 wzniesiono w Cielu pastorówkę, a w latach 1892-1893 zbór ewangelicki. W 1946 r. kościół ten przekazany został katolikom i stał się kościołem parafii Matki Boskiej Bolesnej w Cielu. W strukturze kościoła rzymskokatolickiego parafia należy do metropolii gnieźnieńskiej, diecezji bydgoskiej, dekanatu Białe Błota.

## Statystyka
Poniżej podano wybrane informacje statystyczne dotyczące wsi Ciele na podstawie Banku Danych Lokalnych GUS.
Narodowy Spis Powszechny 2002 wykazał, że we wsi Ciele mieszkało 765 osób w 198 gospodarstwach domowych. Co czwarta osoba posiadała wykształcenie wyższe lub średnie. We wsi znajdowało się 85 budynków ze 195 mieszkaniami. Tylko 12% mieszkań pochodziło sprzed 1945 roku, zaś 21% wzniesiono w latach 1989-2002. Około 135 domów wzniesiono w Cielu w latach 1945-1988.
Narodowy Spis Powszechny 2011 odnotował 1151 mieszkańców Ciela. W 2013 r. działalność gospodarczą prowadziło 532 podmiotów, w tym 129 osób fizycznych, 39 osób prawnych, 21 spółek handlowych (w tym 5 z udziałem kapitału zagranicznego). Dominowały firmy małe (0-9 osób). Największa w miejscowości firma Bohamet zatrudniała ponad 250 osób, 2 przedsiębiorstwa zatrudniały powyżej 50 osób, a 3 – w granicach 10-49 osób. W latach 2008–2013 oddano do użytku 121 mieszkań – wszystkie w budownictwie indywidualnym. Stanowiło to około 8% wszystkich nowych mieszkań wzniesionych w tym czasie w całej gminie. We wsi znajdowało się przedszkole, które obejmowało opieką 47 dzieci.